# The Pink Swastika
The Pink Swastika: Homosexuality in the Nazi Party (La svastica rosa: omosessualità nel Partito nazista) è un libro fatto pubblicare per la prima volta negli Stati Uniti dall'avvocato ed attivista politico anti-gay Scott Lively con la collaborazione di Kevin Abrams. Il saggio ha attirato molte critiche da parte di altri autori in quanto considerato anti-storico e intriso di propaganda omofobica. Il testo è promosso e distribuito da numerosi gruppi religiosi fondamentalisti nordamericani, sia cristiani che ebraici.
Sia il titolo che la stessa impostazione narrativa è un riferimento a The Pink Triangle: The Nazi War Against Homosexuals (Il triangolo rosa: La guerra nazista contro gli omosessuali, 1986) dello scrittore tedesco-americano Richard Plant, libro in cui viene dettagliatamente narrata la persecuzione contro gli omosessuali e l'omofobia dei maggiori esponenti del nazionalsocialismo.
Lively ed Abrams riprendono anche il discorso del neonazismo sul suolo americano, mettendosi inoltre a discutere sulla latente omosessualità dell'organizzazione giovanile dei Boy Scout. Essi affermano che molti tra i maggiori leader del regime nazista tedesco, tra cui Adolf Hitler stesso, erano omosessuali, così come otto tra i primi dieci serial killer della storia statunitense.
Essi sostengono anche che la persecuzione nazista anti-omosessuale era diretta esclusivamente contro le donne. Una fonte importante per il loro libro, a cui Lively si riferisce come il predecessore diretto di "The Pink Swastika", è stata "Germany's National Vice" (1945) dello storico ebreo Samuel Igra il quale definisce l'omosessualità come il "flusso avvelenato" che attraversava il cuore del nazismo. Deplorano infine la rimozione dell'omosessualità dalla lista delle malattie da parte dell'American Psychological Association (APA) nel 1973, e affermando di aver così etichettato gli attivisti omosessuali come "vittime" piuttosto che come colpevoli e carnefici quali in realtà sarebbero stati.
L'organizzazione per i diritti umani Southern Poverty Law Center mette a confronto il libro "The Pink Swastika" con il movimento di negazionismo della Shoah. Nel 2002 è uscita la quarta edizione del libro in inglese, integrato da due nuovi capitoli, numerose illustrazioni e citazioni: il testo è stato rivisto anche in conformità con le critiche alla precedente edizione del libro Su Internet è disponibile anche la quinta edizione, realizzata appositamente per l'accesso on-line.

## Descrizione
Il nazionalsocialismo o "Partito nazista" è nato in una taverna, la "Nurnberger Bratwurstlgockl" accanto al duomo di Monaco di Baviera assiduamente frequentata da giovani prostituti omosessuali; qui il pederasta Ernst Röhm e il suo gruppetto di "invertiti", degenerati e occultisti si ritrovavano per passar le serate. Molti tra i rituali, simboli, attività e filosofia nazista sono strettamente correlate alle molte associazioni gay allora presenti sul suolo tedesco.
Lo stesso saluto a braccio destro teso (chiaro simbolismo fallico) gridando "Seig Heil" è mutuato direttamente dai Wandervogel, uno dei movimenti giovanili più in auge a quel tempo: fondato dallo studente berlinese omosessuale Karl Fischer, Hans Blüher - bisessuale antisemita - ne teorizzò lo stile di vita in senso fortemente omoerotico attraverso i suoi scritti a favore della pederastia. In seguito i Wandervogel si trasmutarono in Gioventù Hitleriana, alla cui guida fu chiamato il bisessuale Baldur von Schirach, incriminato a suo tempo per pratiche sessuali perverse con minori maschi.
Sia la svastica che il triangolo rosa facevano parte dell'iconografia caratteristica degli ambienti dediti all'occultismo; occulto e pratiche magiche, compresa la magia sessuale, che da sempre viaggerebbero in parallelo all'omosessualità. Tra i primi ad utilizzare il simbolismo della svastica fu Adolf Lanz, ex monaco cistercense espulso per aver compiuto reati sessuali con ragazzi; occultista e fondatore dell'Ordo Novi Templi (vedi neotemplarismo) nel 1907: violentemente antisemita, il suo massimo desiderio era quello di organizzare un mondo maschile ario-eroico destinato a prendere il sopravvento contro le razze inferiori e impure. Il giovane Hitler era appassionato lettore della rivista di tale ordine, intitolata "Ostara", fin dal 1905.
Il simbolo runico delle SS fu invece utilizzato inizialmente da Guido von List, poeta, giornalista e scrittore nonché ispiratore dello stesso Lanz; anche lui a capo di un gruppo occulto ed accusato di praticare, con la scusa di rituali riconducibili al tantrismo induista, orge e pratiche sessuali perverse. Le teorie esoteriche di List vennero promosse da Alfred Schuler anche e soprattutto attraverso l'influenza del poeta austriaco omosessuale Stefan George e del giovane filosofo Ludwig Klages (il quale elaborò in seguito una "filosofia cosmica" associandola alle idee di Friedrich Nietzsche).
Anche in Inghilterra d'altronde l'ambiente occultista praticava volentieri rituali sessuali: Aleister Crowley, ancora membro della Golden Dawn nonché agente dei servizi segreti, si dilettava di praticare la magia sessuale con gli adolescenti maschi. Anche la Società Thule era molto frequentata da omosessuali, fondata nel 1912 da alcuni discepoli di Lanz e List, primo fra tutti Rudolf von Sebottendorff; attiva sia politicamente che in certo qual modo militarmente, contro i militanti comunisti che premevano per una rivoluzione in senso socialista in Baviera nel 1919.
Personalità di spicco della società erano Dietrich Eckart, mentore di Hitler e seguace delle teorie misogine dell'omosessuale ebreo Otto Weininger, Hans Kahnert (che fu fondatore di un'organizzazione per i diritti degli omosessuali), Rudolf Hess (soprannominato Frau Hess o Berta la Nera) e Anton Drexler.
A ispirare Sebottendorf sarebbero state soprattutto le teorie di Helena Petrovna Blavatsky, fondatrice della società teosofica; secondo Lively e Abrams ella era una lesbica latente (così come lo era anche colei che gli succedette, Annie Besant) mentre il vescovo della società Charles Webster Leadbeater era omosessuale (colui che scoprì il "profeta nuovo" nell'allora quattordicenne Jiddu Krishnamurti) nel 1909.
Il movimento laico dei Freikorps è stato fondato dall'omosessuale Gerhard Roßbach, mentre il suo movimento giovanile Scilljugend era affidato alla guida del pederasta Edmund Heines. Roßbach sarebbe stato colui che convinse Rohm del fatto che l'omosessualità era elemento necessario su cui erigere il "nuovo mondo".
Sarebbe stato un "invertito" perfino Reinhard Heydrich, già membro dei Freikorps, favorito nella carriera dall'amante Karl von Eberstein.
Hermann Göring si dilettava invece nel travestitismo, gli piaceva vestirsi da donna in puro stile camp; mentre Julius Streicher, generale delle SA, era stato radiato dal corpo insegnante per attività sodomitiche con gli alunni.
Lo stesso Hitler, negli anni immediatamente precedenti alla prima guerra mondiale, avrebbe esercitato la prostituzione maschile, ed era affetto da masochismo e coprofilia. L'imperatore Federico il Grande, idolatrato da Hitler era, probabilmente, omosessuale.

### Conclusioni
Il fascismo proverrebbe pertanto direttamente dal mondo omosessuale, in quanto basa le proprie concezioni politiche totalitarie sulla Repubblica del pederasta Platone. A seguire l'influenza decisiva dell'omosessuale Friedrich Nietzsche, mediata dal bisessuale Gabriele D'Annunzio, giungerà in Italia ove fu determinante nella formazione di Benito Mussolini. Comune a fascismo ed omosessualità è quindi l'ascendente pagano ed anticlericale.
A combattersi nella cultura tedesca sono due visioni, da una parte l'omosessualità mascolina e militaresca, intrisa di sadomasochismo e pedofilia, fortemente affetta da misoginia e razzismo, incarnata dalla destra; dall'altra quella più favorevole all'effeminatezza e libertaria di matrice socialista. I primi avrebbero allora contribuito ad aumentare il livello del militarismo nel Terzo Reich ed il ruolo centrale avuto nello scatenare la soluzione finale della questione ebraica.

## Accoglienza
Erik N. Jensen parla, a riguardo del collegamento intrinseco fatto dagli autori di omosessualità e nazismo come della ricorrenza di un "mito pernicioso", originatosi già nella seconda metà degli anni '30 dagli oppositori socialisti e comunisti e "da tempo dissipato" attraverso studi seri e approfonditi. Jensen vede il libro apparire proprio "all'indomani di una misura dello stato dell'Oregon volta al tentativo di abrogare i diritti dei gay". Dorthe Seifert lo cita come risposta alla crescente consapevolezza della persecuzione nazista degli omosessuali. Christine L. Mueller sostiene che l'effettivo "rapporto storico" non supporta le affermazioni di Abrams. Bob Moser, scrivendo per il Southern Poverty Law Center, dice che il libro è stato promosso da gruppi anti-gay e che gli storici sono d'accordo nel definire le sue premesse "totalmente false".
Jonathan Zimmerman, uno storico che lavora presso la New York University, ha scritto che l'affermazione che i gay abbiano contribuito a portare al potere il nazismo in Germania "è una bugia bella e buona." Zimmerman, sottolinea che "Tra il 1933 e il 1945, i nazisti arrestarono circa 100.000 uomini omosessuali, la maggior parte dei condannati sono stati mandati in prigione, ma tra 5.000 e 15.000 vennero internati in campi di concentramento, dove si indossavano triangoli rosa a significare il loro presunto crimine".
Egli rileva inoltre, "Per essere liberati dai campi, alcuni omosessuali sono stati costretti a subire la castrazione. Altri sono stati mutilati o uccisi nei cosiddetti esperimenti medici da parte dei medici nazisti, che hanno insistito sul fatto che l'omosessualità era una malattia e che pertanto poteva essere 'curata'." Inoltre, "Hitler ha autorizzato un editto nel 1941 in cui prescrive la pena di morte per i membri delle SS e della polizia in generale riconosciuti colpevoli di attività omosessuali".